# Ояма, Икуо
Ику́о Оя́ма (яп. 大山 郁夫 О:яма Икуо); 1880 — 1955) — японский учёный и политический деятель.

## Биография
Родился 20 октября 1880 года в селе Вакасано (ныне город Аиои). После окончания в 1905 году университета Васэда занимался в нём преподавательской деятельностью (с 1915 года — профессор политологии). В 1910—1914 годах стажировался в Мюнхенском и Чикагском университетах. С 1917 года сотрудничал в газете «Асахи симбун», придерживаясь в своих публикациях антивоенных взглядов. В 1921 году вернулся к преподавательской деятельности, которой занимался до своего увольнения из университета Васэда в 1927 году.
В статье «Свобода научных исследований и свобода их опубликования» (1920) отмечал, что общая цель учёных состоит в том, чтобы искать истину, а чтобы найти её, необходимо обеспечить свободу научных исследований.
Стал инициатором создания Студенческой ассоциации, имевшей отделения почти в 50 вузах страны и закрытой властями в 1924 году.
В 1926—1928 годах — председатель Рабоче-крестьянской партии, в 1929—1931 годах — новой Рабоче-крестьянской партии. В 1930—1932 годах — депутат парламента. В 1932 году уехал в США. Занимался научной деятельностью в Северо-Западном университете до 1947 года, когда вернулся на родину. В 1950 году был избран депутатом верхней палаты парламента от Киото.
Являлся председателем Японского комитета защиты мира, членом Бюро ВСМ. Лауреат Международной Сталинской премии «За укрепление мира между народами» (1952).
Умер 30 ноября 1955 года в Токио. 